# Hyperchirioides angulata
Hyperchirioides angulata är en fjärilsart som beskrevs av Aurivillius 1893. Hyperchirioides angulata ingår i släktet Hyperchirioides och familjen påfågelsspinnare. Inga underarter finns listade i Catalogue of Life.